# Museu da Baleia da Madeira
O Museu da Baleia da Madeira, MBM, é um museu português sobre a história da caça à baleia nos mares do arquipélago da Madeira. Fica na vila piscatória do Caniçal, em Machico. A sua criação foi proposta em 1989 e foi constituído em 26 de fevereiro de 1990.
De 1990 a 2000, o museu funcionou no antigo mercado de peixe do Caniçal, com o nome de Museu Municipal da Baleia. De 2000 a 2011 iniciaram-se os projecos de investigação científica, e, a partir de 2011, deslocou-se para um novo edifício. O então inaugorado Museu da Baleia da Madeira, é um dos mais inovadores museus do género a nível internacional.
Este encontra-se apetrechado com um valioso acervo etnográfico/museológico, que recupera utensílios e vivências passadas, o museu documenta de forma rigorosa a história da baleação decorrida na Madeira ao longo do século XX.
O Museu recorre a uma grande sala, com modelos de baleias e golfinhos em tamanho real, para dar a conhecer a vida destas criaturas fantásticas e do seu meio marinho, de forma divertida, interactiva e utilizando filmes 3D estereoscópicos.
Para além da componente museográfica os visitantes podem usufruir de um conjunto de serviços, designadamente: Biblioteca pública; Cafetaria com explanada com vista para o mar; Loja do Museu com produtos únicos do Museu associados às temáticas do mar e das baleias e golfinhos; Serviços Educativos que desenvolvem actividades para escolas, abrangendo os alunos desde a pré-primária até ao secundário; Exposições Temporárias que irão trazendo novas e diversificadas temáticas ligadas ao mar, à ciência, à história, às artes e cultura.
Por outro lado a instituição também promove projectos de investigação científica sobre os cetáceos e a vida marinha nos mares da madeira, bem como a recolha, preservação e estudo de património e documentação sobre a história da caça à baleia na Madeira.
O MBM é, atualmente, um departamento do Município de Machico, localizado na Vila do Caniçal, que narra toda a história da caça à baleia, aborda a diversidade de cetáceos dedicando-se, também, à realização de projetos científicos e à educação. As coleções do Museu da Baleia são elos de ligação que nos ajudam a compreender o passado local e a conciliá-lo com o presente, ao testemunhar a transição da caça para a conservação e utilização sustentável dos recursos naturais.
O Museu tem como missão preservar o património e o conhecimento histórico sobre a caça à baleia na Madeira, gerar e divulgar conhecimento sobre os cetáceos e o meio marinho, através de uma política integrada, ambientalmente responsável, assente na museologia, na educação e na investigação científica, contribuindo para aproximar as pessoas do mar. Visa ser reconhecido pela sociedade em geral e instituições congéneres, nacionais e internacionais, como um centro cultural multidisciplinar, dinâmico, criativo e inovador, onde o espaço de museologia se reinventa nas vertentes da educação e da investigação científica, contribuindo ativamente para o desenvolvimento da cidadania.

## Exposições Permanentes
O Museu da Baleia da Madeira dispõe de mais de 1.000m2 de exposição permanente, divididos por duas salas. As exposições permanentes abertas ao público desde Setembro de 2011 convidam o visitante a explorar os mares da Madeira, para descobrir as suas riquezas e aprender mais sobre as baleias, golfinhos e outros seres vivos marinhos que habitam estas águas. O visitante é também transportado no tempo até início dos anos 40 do séc. XX, para conhecer a história da caça à baleia na Madeira.

### Sala da Caça à Baleia
Na sala da caça à baleia encontramos a redescoberta dos tempos passados através de uma série de objetos, imagens impressas, filmes e quiosques multimédia. Essa sala divide-se em diversas zonas temáticas, que vão desde o funcionamento da rede de vigias das baleias até à fábrica de processamento dos animais, passando pelas técnicas de caça, pela reconstituição da frota baleeira e das suas tripulações e pela contextualização da baleação madeirense no cenário mundial.
Nesta primeira sala destacam-se duas baleeiras originais e um mosaico composto por 84 fotografias, onde se presta uma homenagem aos baleeiros que, impelidos pela necessidade de subsistência, tiveram a coragem de enfrentar os gigantes dos mares.

### Sala dos Cetáceos
A sala dos cetáceos traz nos de  regresso à atualidade, convidado o visitante a "mergulhar no imenso mar". Por entre modelos em tamanho real de baleias, golfinhos e outras criaturas marinhas o visitante pode explorar vários filmes 3D estereoscópicos e outros conteúdos multimédia. A exploração desses conteúdos permite aprender mais sobre diversas temáticas marinhas, incluindo os mamíferos marinhos, na sua relação com os oceanos e, em especial, com os mares da Madeira.

## História da Caça à Baleia
No início da década de 1940 introduziu-se na Madeira uma nova forma de aproveitamento dos recursos marítimos: a caça aos Cachalotes. Em 1940 chegaram à Madeira dois vigias e duas baleeiras equipadas e suas tripulações. Estes meios técnicos e humanos partiram dos Açores.
Estes homens procederam à construção de dois postos de vigia nas pontas Este e Oeste da Ilha, nomeadamente em Machico e no Porto Moniz. Além desses dois edifícios, foi construída uma estação de derretimento de toucinho muito rudimentar, a que os baleeiros chamavam de Traiol, situada na foz da Ribeira da Janela, no Porto Moniz.
O dia 2 de Fevereiro de 1941 constitui um marco fundamental na história baleeira da Madeira, por ser o dia em que se mataram os primeiros cachalotes neste arquipélago. Esses animais foram mortos ao largo do Porto Moniz e foram transformados em óleo na Ribeira da Janela.
Em 1942 foi construído um novo Traiol, desta vez na costa sul, mais concretamente no calhau do Garajau, situado aproximadamente a 3,5 milhas a Este do cais do Funchal. O Traiol do Garajau estava melhor equipado que o da Ribeira da Janela, o que levou ao progressivo abandono deste.
Com o passar dos anos, a rede de vigias costeiras do arquipélago da Madeira foi melhorada, com a construção de novos postos de vigia por toda a costa da ilha da Madeira, nas ilhas Desertas e na ilha do Porto Santo. Estas vigias possibilitaram a cobertura integral dos mares deste arquipélago até às 15 milhas de Distância.
Na década de 1970, com o crescimento do movimento internacional para a defesa das baleias, houve uma interdição de comercialização dos produtos extraídos destes animais por alguns países, que até então eram os principais compradores da produção madeirense. Essa interdição conjugada com a diminuição do número de avistamentos conduziu ao fim voluntário da baleação no arquipélago em 1981.
A partir de 1986, o Decreto Legislativo Regional Nº 6/86/M tornou as águas em redor do Arquipélago da Madeira, até às 200 milhas, numa espécie de santuário para baleias, golfinhos e outros mamíferos marinhos, nomeadamente para o raro lobo-marinho.

## Prémios e Nomeações

### Finalista doPrémio Museu Europeu (2014)
O Museu da Baleia da Madeira foi finalista do concurso Prémio Museu Europeu do Ano 2014 promovido anualmente pelo European Museum Forum (EMF). 
O Prémio Museu Europeu do Ano visou reconhecer a qualidade do trabalho desenvolvido em prol da fidelização de novos públicos-alvo em consonância com a promoção de práticas inovadoras no uso do acervo museológico.
A seleção do MBM, de entre inúmeras candidaturas, para finalista da edição de 2014 foi, desde logo, entendida como um reconhecimento pelo trabalho desenvolvido e, independentemente do resultado final, entendida como gratificação pública que a todos deve orgulhar.

### APOM

#### Menção Honrosa de Melhor Museu Português 2012
O Museu da Baleia da Madeira (MBM) recebeu uma Menção Honrosa na categoria de Melhor Museu Português dos Prémios da Associação Portuguesa de Museologia (APOM) 2012.

#### Vencedor do Prémio de Melhor Serviço de Extensão Cultural 2016
O Museu da Baleia da Madeira foi o vencedor na categoria de Melhor Serviço de Extensão Cultural dos Prémios da Associação Portuguesa de Museologia (APOM) 2016, de entre várias candidaturas de todo o território nacional. O MBM distinguiu-se pela sua diversidade e trabalho de proximidade junto às escolas e da população, levando a cultura do museu para além das suas instalações.
A atribuição deste prémio representa o reconhecimento, a nível nacional, da qualidade do trabalho desenvolvido na instituição, que teve por base a compilação das atividades desenvolvidas pelo Museu da Baleia da Madeira, no ano de 2015, no âmbito das suas valências: Museologia, Ciência e Educação. As ações foram apresentadas numa relação de continuidade com o passado e enquadradas nas próximas iniciativas da instituição, nunca perdendo de vista aquela que é a missão do museu e o incentivo à envolvência e participação da comunidade.

#### Vencedor do Prémio Incorporação 2019
O Museu da Baleia da Madeira foi vencedor na categoria de Incorporação dos Prémios da Associação Portuguesa de Museologia (APOM) 2019, que pretende relevar o que de melhor se faz nos museus portugueses. A atribuição desta distinção representa o reconhecimento da qualidade do trabalho desenvolvido na instituição. Foi alcançada com a criação do nicho museológico, subordinado ao tema Moby Dick: representações da caça à baleia.
Este núcleo é constituído por objetos emblemáticos com referências mundiais, como é o caso do arpão original utilizado no filme Moby Dick (1956) de John Huston, cujas cenas da caça foram realizadas com o apoio dos baleeiros madeirenses, registando episódios gravados no mar entre a freguesia do Caniçal e as Ilhas Desertas. O núcleo é complementado por duas peças em osso do maxilar de cachalote, ilustradas com a técnica de scrimshaw, também conhecida como arte baleeira, que consiste na gravação e/ou pintura em dentes e ossos da mandíbula de cachalote. Neste caso em particular, as peças retratam cenas da baleação. Uma das peças remete para a realidade local, da época, representando a perseguição a um cetáceo e a outra é ilustrada com o naufrágio de uma baleeira, provocado por um abalroamento de cachalote.